# 92年
| 千纪： | 1千纪                                                                                |
| 世纪： | 前1世纪 \| 1世纪 \| 2世纪                                                            |
| 年代： | 60年代 \| 70年代 \| 80年代 \| 90年代 \| 100年代 \| 110年代 \| 120年代                |
| 年份： | 87年 \| 88年 \| 89年 \| 90年 \| 91年 \| 92年 \| 93年 \| 94年 \| 95年 \| 96年 \| 97年 |
| 纪年： | 壬辰年（龙年）；东汉永元四年                                                         |

## 大事记
- 中国
  - 8月14日，汉和帝与宦官鄭眾密谋，铲除外戚窦宪，開啟東漢宦官專政之門，逐步進入第一次宦官時代。

## 各国领袖

### 非洲
- 库施
  - 国王：Teqerideamani I（90年－114年）

### 亚洲
- 中国
  - 东汉：
    - 皇帝：汉和帝（88年－106年）
- 朝鲜
  - 百济：
    - 国王：己娄王（77年－128年）

  - 高句丽：
    - 国王：太祖王（53年－146年）

  - 新罗：
    - 国王：婆娑尼师今（80年－112年）
- 贵霜帝国
  - 国王：索特尔·麦格斯（80年－105年）

### 欧洲
- 高加索伊比里亚
  - 国王：阿佐克（87年－106年）
- 达契亚
  - 国王：德凯巴鲁斯（87年－106年）
- 罗马帝国
  - 皇帝：图密善（81年－96年）

### 中东
- 奈巴提亚
  - 国王：Rabbel II Soter（70年－106年）
- 奥斯若恩
  - 国王：Sanatruk（91年－109年）
- 安息
  - 国王：帕科罗斯二世（78年－105年）

## 逝世
- 窦宪，東漢外戚、權臣、著名将领。
- 班固，东汉史学家
- 鄧訓
- 袁安